# 富貴村 (和歌山県)
富貴村（ふきむら）は、和歌山県伊都郡にあった村。現在の高野町の東端、丹生川の上流域にあたる。

## 地理
- 山岳：七霞山、坊城峯
- 河川：丹生川

## 歴史
- 1889年（明治22年）4月1日 - 町村制の施行により、東富貴村・西富貴村・上筒香村・中筒香村・下筒香村の区域をもって発足。
- 1958年（昭和33年）6月1日 - 高野町に編入。同日富貴村廃止。